# Calamus andamanicus
Calamus andamanicus là loài thực vật có hoa thuộc họ Arecaceae. Loài này được Kurz mô tả khoa học đầu tiên năm 1874.